# Manre
Manre és un municipi francès situat al departament de les Ardenes i a la regió del Gran Est. L'any 2007 tenia 127 habitants.

## Demografia

### Població
El 2007 la població de fet de Manre era de 127 persones. Hi havia 45 famílies de les quals 16 eren unipersonals (8 homes vivint sols i 8 dones vivint soles), 12 parelles sense fills i 17 parelles amb fills.
La població ha evolucionat segons el següent gràfic:
Habitants censats

### Habitatges
El 2007 hi havia 60 habitatges, 48 eren l'habitatge principal de la família, 1 era una segona residència i 11 estaven desocupats. Tots els 59 habitatges eren cases. Dels 48 habitatges principals, 40 estaven ocupats pels seus propietaris, 5 estaven llogats i ocupats pels llogaters i 2 estaven cedits a títol gratuït; 1 tenia dues cambres, 5 en tenien tres, 1 en tenia quatre i 40 en tenien cinc o més. 34 habitatges disposaven pel capbaix d'una plaça de pàrquing. A 22 habitatges hi havia un automòbil i a 22 n'hi havia dos o més.

### Piràmide de població
La piràmide de població per edats i sexe el 2009 era:
| Homes | Edats   | Dones |
| ----- | ------- | ----- |
| 0     | 95 o +  | 0     |
| 0     | 90 a 94 | 0     |
| 8     | 85 a 89 | 0     |
| 0     | 80 a 84 | 0     |
| 8     | 75 a 79 | 8     |
| 0     | 70 a 74 | 0     |
| 0     | 65 a 69 | 4     |
| 0     | 60 a 64 | 0     |
| 8     | 55 a 59 | 4     |
| 8     | 50 a 54 | 4     |
| 0     | 45 a 49 | 0     |
| 4     | 40 a 44 | 0     |
| 4     | 35 a 39 | 0     |
| 0     | 30 a 34 | 0     |
| 4     | 25 a 29 | 0     |
| 8     | 20 a 24 | 16    |
| 4     | 15 a 19 | 0     |
| 0     | 10 a 14 | 0     |
| 0     | 5 a 9   | 0     |
| 0     | 0 a 4   | 0     |

## Economia
El 2007 la població en edat de treballar era de 74 persones, 47 eren actives i 27 eren inactives. De les 47 persones actives 42 estaven ocupades (24 homes i 18 dones) i 5 estaven aturades (2 homes i 3 dones). De les 27 persones inactives 10 estaven jubilades, 9 estaven estudiant i 8 estaven classificades com a «altres inactius».
Activitats econòmiques
Dels 2 establiments que hi havia el 2007, 1 era d'una empresa de construcció i 1 d'una empresa de serveis.
L'únic servei als particulars que hi havia el 2009 era un paleta.
L'any 2000 a Manre hi havia 9 explotacions agrícoles que ocupaven un total de 963 hectàrees.

## Poblacions més properes
El següent diagrama mostra les poblacions més properes.